# 定アキラ
定 アキラ（じょう あきら、1993年11月24日 - ）は、日本のプロレスラー。本名：定 晃（じょう あきら）。

## 経歴
小学1年生からU.W.F.スネークピットジャパンで指導を受け、全日本少年少女レスリング選手権3位入賞。
2009年11月3日（当時高校1年生）、IGFで15歳と11ヶ月で故・アントニオ猪木プロデュースでデビュー。
フリーランスを経て、2018年【総合エンターテイメントブランド　AlmaLibre】旗揚げ、2021年から団体化し、リングアナウンサーのKaguya.ASUKAを始め、Regulus、YAKO、鈴木ユラ、たまさぶろうと共に所属として活動する。
音楽専門学校を卒業後、現在もプロレスと両立しつつ、プロドラマーとしてバンド「Chain of Spirit's」の活動も積極的に行っている。また、他のバンドのサポートドラマーとしても活動、現在はKaguya.ASUKA、Cathy Wellinciaと３人のユニット【ポラリス】でAlmaLibreのED曲を制作、活動中。
2017年8月より毎週水曜日21時～FM82.4ラヂオつくばにてOA中の【Almaのボイスカフェ】でバンドメンバーであるKaguya.ASUKAとWメインパーソナリティを務める。

## 入場曲
- 初代 : Crazy Train
- 2代目 : Stomy Night

## タイトル歴
- WEWタッグ王座
- WEWジュニアヘビー級王座
- インターナショナル・マーシャルアーツ王座
- レッスルブレインカップ王座
- TTT認定インディー統一タッグ王座
- HEAT-UPユニバーサル王座
- HEAT-UPユニバーサルタッグ王座

## テレビ出演
- ザ!世界仰天ニュース（日本テレビ）（2010年6月23日、2011年6月8日）
- パネルクイズ アタック25 NEXT（BSJapanext）（2022年6月12日） - 一般の解答者として出演した唯我の応援席。プロレス対決を披露